# Record olimpici del nuoto
I record olimpici del nuoto sono le migliori prestazioni cronometriche ottenute nelle gare di nuoto disputate nell'ambito dei Giochi olimpici; le competizioni si svolgono in vasca lunga (50 m) e i tempi vengono ratificati dalla World Aquatics.
(Dati aggiornati all'edizione di Parigi 2024)  

## Vasca lunga (50m)

### Uomini
| Gara                     | Tempo    | +               | Atleta                                                                                           | Nazionalità   | Data           | Edizione | Luogo                   | Ref    |
| ------------------------ | -------- | --------------- | ------------------------------------------------------------------------------------------------ | ------------- | -------------- | -------- | ----------------------- | ------ |
| Stile libero             |          |                 |                                                                                                  |               |                |          |                         |        |
| 50 m                     | 21"07    |                 | Caeleb Dressel                                                                                   | Stati Uniti   | 1º agosto 2021 | XXXII    | Tokyo, Giappone         | [ 1 ]  |
| 100 m                    | 46"40    | Record mondiale | Pan Zhanle                                                                                       | Cina          | 31 luglio 2024 | XXXIII   | Parigi, Francia         |        |
| 200 m                    | 1'42"96  |                 | Michael Phelps                                                                                   | Stati Uniti   | 12 agosto 2008 | XXIX     | Pechino, Cina           | [ 2 ]  |
| 400 m                    | 3'40"14  |                 | Sun Yang                                                                                         | Cina          | 28 luglio 2012 | XXX      | Londra, Regno Unito     | [ 3 ]  |
| 800 m                    | 7'38"19  |                 | Daniel Wiffen                                                                                    | Irlanda       | 30 luglio 2024 | XXXIII   | Parigi, Francia         | [ 4 ]  |
| 1500 m                   | 14'30"67 | Record mondiale | Robert Finke                                                                                     | Stati Uniti   | 4 agosto 2024  | XXXIII   | Parigi, Francia         |        |
| Dorso                    |          |                 |                                                                                                  |               |                |          |                         |        |
| 100 m                    | 51"85    |                 | Ryan Murphy                                                                                      | Stati Uniti   | 13 agosto 2016 | XXXI     | Rio de Janeiro, Brasile | [ 5 ]  |
| 200 m                    | 1'53"27  |                 | Evgenij Rylov                                                                                    | ROC           | 30 luglio 2021 | XXXII    | Tokyo, Giappone         | [ 6 ]  |
| Rana                     |          |                 |                                                                                                  |               |                |          |                         |        |
| 100 m                    | 57"13    |                 | Adam Peaty                                                                                       | Gran Bretagna | 7 agosto 2016  | XXXI     | Rio de Janeiro, Brasile | [ 7 ]  |
| 200 m                    | 2'05”85  |                 | Leon Marchand                                                                                    | Francia       | 31 luglio 2024 | XXXIII   | Parigi, Francia         | [ 8 ]  |
| Farfalla                 |          |                 |                                                                                                  |               |                |          |                         |        |
| 100 m                    | 49"45    | Record mondiale | Caeleb Dressel                                                                                   | Stati Uniti   | 31 luglio 2021 | XXXII    | Tokyo, Giappone         | [ 9 ]  |
| 200 m                    | 1'51"21  |                 | Leon Marchand                                                                                    | Francia       | 31 luglio 2024 | XXXIII   | Parigi, Francia         | [ 10 ] |
| Misti                    |          |                 |                                                                                                  |               |                |          |                         |        |
| 200 m                    | 1'54"06  |                 | Leon Marchand                                                                                    | Francia       | 2 agosto 2024  | XXXIII   | Parigi, Francia         | [ 11 ] |
| 400 m                    | 4'02"95  |                 | Léon Marchand                                                                                    | Francia       | 28 luglio 2024 | XXXIII   | Parigi, Francia         | [ 12 ] |
| Staffette a stile libero |          |                 |                                                                                                  |               |                |          |                         |        |
| 4x100 m                  | 3'08"24  | Record mondiale | Michael Phelps (47"51) Garrett Weber-Gale (47"02) Cullen Jones (47"65) Jason Lezak (46"06)       | Stati Uniti   | 11 agosto 2008 | XXIX     | Pechino, Cina           | [ 13 ] |
| 4x200 m                  | 6'58"56  |                 | Michael Phelps (1'43"31) Ryan Lochte (1'44"28) Ricky Berens (1'46"29) Peter Vanderkaay (1'44"68) | Stati Uniti   | 13 agosto 2008 | XXIX     | Pechino, Cina           | [ 14 ] |
| Staffetta mista          |          |                 |                                                                                                  |               |                |          |                         |        |
| 4x100 m                  | 3'26"78  | Record mondiale | Ryan Murphy (52"31) Michael Andrew (58"49) Caeleb Dressel (49"03) Zachary Apple (46"95)          | Stati Uniti   | 1º agosto 2021 | XXXII    | Tokyo, Giappone         | [ 5 ]  |

Legenda:  - Record del mondo;

Record non ottenuti in finale: (b) - batteria; (sf) - semifinale; (s) - staffetta prima frazione.

### Donne
| Gara                     | Tempo    | +               | Atleta | Nazionalità | Data           | Edizione | Luogo                   | Ref    |
| ------------------------ | -------- | --------------- | --- | ----------- | -------------- | -------- | ----------------------- | ------ |
| Stile libero             |          |                 | |             |                |          |                         |        |
| 50 m                     | 23"66    | sf              | Sarah Sjöström                                                                                             | Svezia      | 3 agosto 2024  | XXXIII   | Parigi, Francia         |        |
| 100 m                    | 51"96    |                 | Emma McKeon                                                                                                | Australia   | 30 luglio 2021 | XXXII    | Tokyo, Giappone         | [ 15 ] |
| 200 m                    | 1'53"27  |                 | Mollie O’Callaghan                                                                                         | Australia   | 29 luglio 2024 | XXXIII   | Parigi, Francia         | [ 16 ] |
| 400 m                    | 3'56"46  |                 | Katie Ledecky                                                                                              | Stati Uniti | 7 agosto 2016  | XXXI     | Rio de Janeiro, Brasile | [ 17 ] |
| 800 m                    | 8'04"79  | Record mondiale | Katie Ledecky                                                                                              | Stati Uniti | 12 agosto 2016 | XXXI     | Rio de Janeiro, Brasile | [ 18 ] |
| 1500 m                   | 15'30”02 |                 | Katie Ledecky                                                                                              | Stati Uniti | 31 luglio 2024 | XXXIII   | Parigi, Francia         | [ 19 ] |
| Dorso                    |          |                 | |             |                |          |                         |        |
| 100 m                    | 57"28    |                 | Regan Smith                                                                                                | Stati Uniti | 4 agosto 2024  | XXXIII   | Parigi, Francia         | [ 20 ] |
| 200 m                    | 2'03”73  |                 | Kaylee McKeown                                                                                             | Australia   | 2 agosto 2024  | XXXIII   | Parigi, Francia         | [ 21 ] |
| Rana                     |          |                 | |             |                |          |                         |        |
| 100 m                    | 1'04"82  | b               | Tatjana Schoenmaker                                                                                        | Sudafrica   | 25 luglio 2021 | XXXII    | Tokyo, Giappone         | [ 22 ] |
| 200 m                    | 2'18"95  |                 | Tatjana Schoenmaker                                                                                        | Sudafrica   | 30 luglio 2021 | XXXII    | Tokyo, Giappone         | [ 23 ] |
| Farfalla                 |          |                 | |             |                |          |                         |        |
| 100 m                    | 55"38    | sf              | Gretchen Walsh                                                                                             | Stati Uniti | 27 luglio 2024 | XXXIII   | Parigi, Francia         |        |
| 200 m                    | 2'03"03  |                 | Summer McIntosh                                                                                            | Canada      | 1º agosto 2024 | XXXIII   | Parigi, Francia         | [ 24 ] |
| Misti                    |          |                 | |             |                |          |                         |        |
| 200 m                    | 2'06"56  |                 | Summer McIntosh                                                                                            | Canada      | 3 agosto 2024  | XXXIII   | Parigi, Francia         | [ 25 ] |
| 400 m                    | 4'26"36  |                 | Katinka Hosszú                                                                                             | Ungheria    | 6 agosto 2016  | XXXI     | Rio de Janeiro, Brasile | [ 26 ] |
| Staffette a stile libero |          |                 | |             |                |          |                         |        |
| 4x100 m                  | 3'28"92  |                 | Mollie O'Callaghan (52"24) Shayna Jack (52"35) Emma McKeon (52"39) Meg Harris (51"94)                      | Australia   | 27 luglio 2024 | XXXIII   | Parigi, Francia         | [ 27 ] |
| 4x200 m                  | 7'38”08  |                 | Mollie O'Callaghan (1'53”52) Lani Pallister (1'55"61) Brianna Throssell (1'56”00) Ariarne Titmus (1'52"95) | Australia   | 1º agosto 2024 | XXXIII   | Parigi, Francia         | [ 28 ] |
| Staffetta mista          |          |                 | |             |                |          |                         |        |
| 4x100 m                  | 3'49"63  | Record mondiale | Regan Smith (57"28) Lilly King (1'04"90) Gretchen Walsh (55"03) Torri Huske (52"42)                        | Stati Uniti | 4 agosto 2024  | XXXIII   | Parigi, Francia         | [ 29 ] |

### Mista
| Gara            | Tempo   | +               | Atleta                                                                              | Nazionalità | Data          | Edizione | Luogo           | Ref |
| --------------- | ------- | --------------- | ----------------------------------------------------------------------------------- | ----------- | ------------- | -------- | --------------- | --- |
| Staffetta mista |         |                 |                                                                                     |             |               |          |                 |     |
| 4x100 m         | 3'37"43 | Record mondiale | Ryan Murphy (52"08) Nicolas Fink (58"29) Gretchen Walsh (55"18) Torri Huske (51"88) | Stati Uniti | 3 agosto 2024 | XXXIII   | Parigi, Francia |     |

Legenda:  - Record del mondo;

Record non ottenuti in finale: (b) - batteria (sf) - semifinale; (s) - staffetta prima frazione.